# Andrè (cantautore)
Andrè, pseudonimo di Marco Canigiula (Ragusa, 21 settembre 1987), è un cantautore, compositore e produttore discografico italiano.
Scoperto da Simona Ventura e Tony Renis, partecipa al Festival di Sanremo 2004 con il brano Il nostro amore, prodotto dal discografico Elio Palumbo.

## Biografia

### Formazione
All'età di dieci anni intraprende gli studi di chitarra classica con il M° Roberto Romano e pianoforte, solfeggio, armonia e composizione con il M° Fabrizio Emer. Nel suo percorso artistico Andrè ha avuto l'occasione di studiare, collaborare e confrontarsi con importanti maestri del panorama musicale italiano ed internazionale quali: Mogol, Giancarlo Bigazzi, Bungaro, Mariella Nava, Giuseppe Anastasi, Cheope, Niccolò Agliardi e Michele Fischietti.

### Esordi e debutto a Sanremo
Nel settembre 2003, nella città di Cisterna di Latina, incontra Elio Palumbo, storico paroliere e produttore discografico (Santo California, I Giganti). Palumbo produce il singolo "Il Nostro Amore", realizzato tra Roma e Cosenza con la partecipazione straordinaria dei musicisti Paolo Carta, Roberto Gallinelli, Alfredo Biondo, Leonardo De Amicis e Carmelo Labate. Il brano viene scelto da Tony Renis per partecipare al 54º Festival di Sanremo, registrando un record nella storia del Festival: Andrè è l'interprete più giovane, per data di nascita, ad avere preso parte al Festival di Sanremo nella categoria principale (che quell'anno era anche l'unica). Il singolo sanremese riscuote un forte successo radiofonico e Andrè viene invitato a partecipare, in qualità di ospite musicale, nei principali show televisivi  tra cui Domenica In, La vita in diretta, Quelli che il calcio, Mai dire Domenica, ecc. Lo stesso anno apre tutte le date del tour di Marco Masini e partecipa in qualità di ospite allo show "Sanremo in Usa", ideato da Tony Renis e presentato da Mike Bongiorno, presso il Taj Mahal Casinò di Atlantic City, USA.

### "Ora che", il primo album
Nel 2007, Andrè, pubblica il primo album di inediti dal titolo Ora che. L'album, prodotto dalla casa discografica LeArt World Music, viene realizzato nella città di Fermo, presso gli studi dell'Ing. Daniele Rossi (fonico per Scott Henderson, Pat Metheny), con la partecipazione dei musicisti Nicola Oliva, Marco Primavera ed Eric Cisbani. Nell'album sono presenti anche i duetti con la cantante Linda Valori e con l'artista reggae Aso Rock General.

### Produttore discografico
Nel 2007, Andrè fonda l'associazione culturale Cantieri Sonori con l'obbiettivo di promuovere la musica e la cultura tra i giovani attraverso l'organizzazione di eventi. Tra questi il "Gran Concerto di Natale", organizzato a Roma presso l'auditorium Tito Brasma. Due anni più tardi, Andrè fonda l'etichetta discografica Cantieri Sonori e produce Occhi, album d'esordio del giovane rapper romano Neks. L'album è anticipato dall'omonimo singolo selezionato da Gianni Morandi per partecipare alle selezioni finali del Festival di Sanremo 2011 in diretta a Domenica In su Rai 1. Il brano è presente nelle compilation Sanremo 2011 e "Speciale Sanremo 2011 prodotte rispettivamente da Universal Music e Warner Music e nella compilation Go - La Grande Onda prodotta da Piotta, distribuita da Repubblica XL. Lo stesso anno, Andrè è presente con i brani Solo andata e Ti sorprenderò nella compilation Oltre Sanremo distribuita da Universal Music. Nel 2012 Andrè è produttore di Mario Nunziante (reduce dal talent Amici di Maria De Filippi), Andrea Faustini (reduce dal talent Ti lascio una canzone) e Roberto Tramutola (reduce dal talent Io canto). 
Nel 2012 scrive e produce il brano La mia bugia, interpretato da Lidia Fusaro, scelto da Universo Media Group per entrare a far parte del box Hit Mania Estate 2012 nel cd Music Dreamers Vol. 5 distribuito in tutti i negozi di dischi. Nel 2013 è produttore di Giada, finalista di Amici (tredicesima edizione, fase serale), per la quale scrive i brani Bringing You Down (contenuto nel disco Da Capo, prodotto da Sony Music), Un Uomo Migliore, Dove Ci Siamo Persi, Bastava Poco, La Foglia e il Sole e Lunedì. Nel 2020 produce il brano "Queen" di Marta Daddato che in un solo mese totalizza oltre cinque milioni di views di YouTube e oltre un milione e mezzo di stream su Spotify.

### Autore e compositore
Nel 2008 scrive il brano Inspiegabilmente, colonna sonora della docufiction Rai Diario di Classe trasmessa in tre puntate su Rai 3 e su Discovery Real Time.Dal gennaio 2017 lavora in qualità di autore in esclusiva per la società Krishna Music Group di Daniel Favero. Nel mese di febbraio 2018 è autore del brano Le Parole Non Mentono, arrangiato da Michele Canova Iorfida, contenuto del nuovo disco di Annalisa dal titolo Bye Bye, prodotto da Warner Music. Lo stesso mese è autore e produttore del brano Sconnessi, colonna sonora dell'omonimo film di Christian Marazziti, distribuito da Vision Distribution, dal 22 febbraio 2018 al cinema con Carolina Crescentini, Stefano Fresi, Fabrizio Bentivoglio e Ricky Memphis. Il brano riceve la candidatura ai Nastri d'argento 2018 come "Migliore Canzone Originale". Nel mese di marzo 2018 è autore del brano L'Ombra Che Non Ho Più contenuta nel nuovo disco di Suor Cristina, Felice, prodotto da Universal Music. Nel maggio 2019 è autore del singolo Avec moi di Emma Muscat e Biondo. Nel 2019 è autore e produttore dei brani Sto Una Bomba e Danni di Marta Daddato e Sagapò di Cecilia Cantarano. Nel 2020 è autore e produttore del brano "Kuala Lumpur", vincitore del Deejay On Stage, interpretato da Cristiano Turrini. Nel 2021 è coautore dei brani Amante, "Fanatico", Diabla Remix e Relazione contenuti nel disco Amante di Astol. Nel mese di agosto 2021 è autore e produttore del brano Trastevere, vincitore del Deejay On Stage, interpretato da Daniele Coletta (X Factor 6).

## Discografia

### Singoli
- 2004 - Il nostro amore (Venus, Italia)
- 2007 - Inspiegabilmente (LeArt World Music, Italia)
- 2007 - Destinazione Mare (LeArt World Music, Italia)
- 2013 - Io Ti Voglio Bene (Cantieri Sonori, Italia)

### Album
- 2007 - Ora Che (LeArt World Music, Italia)
- 2017 - Le Branchie (Cantieri Sonori, Italia)

### Compilation
- 2004 - 54º Sanremo (Rai Trade, Italia)
- 2004 - The Family Album (Benevento Records, Usa)
- 2011 - Sanremo 2011 (Universal Music, Italia)
- 2011 - Speciale Sanremo 2011 (Warner Music Italia, Italia)
- 2011 - Oltre Sanremo Collection 2011 (Universal Music, Italia)
- 2011 - Go La Grande Onda 5.1 (La Grande Onda/Repubblica XL, Italia)
- 2012 - Hit Mania Estate 2012 (Universal Music, Italia)
- 2013 - Hit Mania Special Champions 2013 (Universal Music, Italia)
- 2013 - Hit Mania Special Edition 2013 (Universal Music, Italia)
- 2013 - Hit Mania Champions 2013 (Universal Music, Italia)
- 2013 - Hit Mania Estate 2013 (Universal Music, Italia)
- 2014 - Hit Mania Estate 2014 (Universal Music, Italia)
- 2014 - Hit Mania Champions 2014 (Universal Music, Italia)
- 2016 - Hit Mania 2016 (Universal Music, Italia)

## Premi e riconoscimenti
- 2018 - Nomination "Miglior Canzone Originale" ai Nastri d'argento 2018 per il brano Sconnessi[11]
- 2018 - Disco D'Oro per l'album Bye Bye di Annalisa contenente il brano Le Parole Non Mentono
- 2022 - Disco Di Platino per l'album Bye Bye di Annalisa contenente il brano Le Parole Non Mentono
- 2023 - Disco D'Oro per il singolo Parigi di Alfa
- 2023 - Disco D'Oro per il singolo Lo-fi for U di Tedua
- 2023 - Disco di Platino per il singolo Lo-fi for U di Tedua

## Autore e/o Produttore

### Album
| Anno | Paese  | Artista | Titolo              | Label           | Edizioni                                        |
| ---- | ------ | ------- | ------------------- | --------------- | ----------------------------------------------- |
| 2011 | Italia | Neks    | Occhi               | Cantieri Sonori | NAR International, La Grande Onda               |
| 2016 | Italia | Giada   | La Foglia E Il Sole | Cantieri Sonori | Cantieri Sonori, Warner Chappell Music Italiana |

### Singoli
| Anno | Paese  | Artista                         | Titolo                              | Autori/Compositori                                                                         | Label                                                   | Edizioni                                                    | Altro                                             |
| ---- | ------ | ------------------------------- | ----------------------------------- | ------------------------------------------------------------------------------------------ | ------------------------------------------------------- | ----------------------------------------------------------- | ------------------------------------------------- |
| 2011 | Italia | Neks                            | Occhi                               | Marco Canigiula, Federico Granaldi                                                         | Cantieri Sonori                                         | Nar International, La Grande Onda                           | Sanremo 2011                                      |
| 2012 | Italia | Mario Nunziante                 | Credo Sia Importante                | Mario Nunziante, Luca Napolitano                                                           | Cantieri Sonori                                         | Siae                                                        | Amici di Maria De Filippi 2009                    |
| 2012 | Italia | Andrea Faustini                 | Per Me E Per Te                     | Mariella Nava                                                                              | Cantieri Sonori                                         | Siae                                                        | Ti lascio una canzone, The X Factor (Regno Unito) |
| 2013 | Italia | Walter Coppola                  | Tutto Può Cambiare                  | Marco Canigiula                                                                            | Sony Music, Mediaset RTI                                | Sony Music, Mediaset RTI                                    | Io Canto 2013                                     |
| 2014 | Italia | Giada                           | Bringing You Down                   | Marco Canigiula, Rossella Caruso, Giada Agasucci                                           | Sony Music, Cantieri Sonori                             | Warner Chappell Music Italiana                              | Amici di Maria De Filippi 2014                    |
| 2014 | Italia | Giada                           | Dove Ci Siamo Persi                 | Marco Canigiula, Francesco Sponta                                                          | Cantieri Sonori                                         | Warner Chappell Music Italiana                              | Amici di Maria De Filippi 2014                    |
| 2015 | Italia | Giada                           | Un Uomo Migliore                    | Marco Canigiula                                                                            | Cantieri Sonori                                         | Warner Chappell Music Italiana                              | Amici di Maria De Filippi 2014                    |
| 2015 | Italia | Giada                           | Bastava Poco                        | Marco Canigiula, Andrea Amati, Francesco Sponta                                            | Cantieri Sonori                                         | Warner Chappell Music Italiana                              | Amici di Maria De Filippi 2014                    |
| 2015 | Italia | Giada                           | Lunedì                              | Marco Canigiula                                                                            | Cantieri Sonori                                         | Siae                                                        | Amici di Maria De Filippi 2014                    |
| 2015 | Italia | Esteban Morales                 | Costellazioni                       | Marco Canigiula, Francesco Sponta, Andrea Amati, Esteban Morales                           | Cantieri Sonori                                         | Warner Chappell Music Italiana                              | Amici di Maria De Filippi 2015                    |
| 2016 | Italia | Sara Vita Felline               | Una Stronza Come Me                 | Marco Canigiula, Francesco Sponta                                                          | Cantieri Sonori                                         | Siae                                                        | The Voice of Italy 2015                           |
| 2018 | Italia | Jessica Mazzoli                 | Io Sto Bene                         | Marco Canigiula, Francesco Sponta, Jessica Mazzoli, Marco Di Martino                       | Krishna Music Group                                     | Smilax Publishing, Krishna Music Group                      | X Factor (Italia) (quinta edizione)               |
| 2018 | Italia | Davide Merlini                  | Fuori Insieme A Te                  | Marco Canigiula, Francesco Sponta, Davide Merlini, Marco Di Martino                        | Raimo Produzioni                                        | Raimo Produzioni, Krishna Music Group                       | X Factor (Italia) (sesta edizione)                |
| 2018 | Italia | Carolina Rey                    | Sconnessi                           | Marco Canigiula, Francesco Sponta, Carolina Rey, Marco Di Martino, Cristiano Turrini       | Cantieri Sonori                                         | Krishna Music Group                                         | Colonna sonora del film Sconnessi                 |
| 2018 | Italia | Annalisa                        | Le Parole Non Mentono               | Marco Canigiula, Francesco Sponta, Marco Di Martino, Chiara Stroia                         | Warner Music Italy                                      | Krishna Music Group                                         | Traccia 5 album Bye Bye                           |
| 2018 | Italia | Suor Cristina                   | L'Ombra Che Non Ho Più              | Marco Canigiula, Francesco Sponta, Angelo Maugeri                                          | Universal Music                                         | Krishna Music Group, Universal Music Italia Srl             | Traccia 1 album Felice                            |
| 2018 | Italia | Alex Polidori                   | Non Lo Faccio Apposta               | Marco Canigiula, Alex Polidori, Francesco Sponta, Marco Di Martino                         | Cantieri Sonori                                         | Krishna Music Group                                         | Cantautore / doppiatore                           |
| 2018 | Italia | Bruna Karla, Angelo Maugeri     | Il Re Dei Re                        | Marco Canigiula, Angelo Maugeri                                                            | Cantieri Sonori                                         | Cantieri Sonori                                             | Album Costruire                                   |
| 2019 | Italia | Emma Muscat feat. Biondo        | Avec Moi                            | Marco Canigiula, Alex Polidori, Francesco Sponta, Marco Di Martino, Emma Muscat, Biondo    | Warner Music Italy, Sony Music                          | Krishna Music Group                                         | Amici di Maria De Filippi 2018                    |
| 2019 | Italia | Alessandro Casillo              | Hasta Luego                         | Marco Canigiula, Alessandro Casillo, Francesco Sponta, Marco Di Martino, Francesco Catitti | Artist First                                            | Krishna Music Group                                         | Singolo album XVII                                |
| 2019 | Italia | Jessica Morlacchi               | Cadillac                            | Marco Canigiula, Jessica Morlacchi                                                         | Cantieri Sonori                                         | Krishna Music Group, Starpoint Corporation                  | Singolo                                           |
| 2019 | Italia | Jessica Morlacchi               | 10pm                                | Marco Canigiula, Jessica Morlacchi, Marco Zacchei, Pietro La Terza                         | Cantieri Sonori                                         | Cantieri Sonori, Krishna Music Group, Starpoint Corporation | Singolo                                           |
| 2019 | Italia | Marta Daddato                   | Sto Una Bomba                       | Marco Canigiula, Marta Daddato, Pietro La Terza                                            | Cantieri Sonori                                         | Cantieri Sonori                                             | Singolo                                           |
| 2019 | Italia | Cecilia Cantarano               | Sagapò                              | Marco Canigiula, Cecilia Cantarano, Pietro La Terza                                        | Cantieri Sonori                                         | Cantieri Sonori                                             | Singolo                                           |
| 2020 | Italia | Marta Daddato                   | Queen                               | Federico Granaldi, Marta Daddato, Andrea Ralli, Jacopo Leonardi, Pietro La Terza           | Cantieri Sonori, Artist First                           | Cantieri Sonori                                             | Singolo                                           |
| 2020 | Italia | Dorian Gabe feat. Marta Daddato | Chevrolet                           | Gabriele Parisella, Marta Daddato, Pietro La Terza                                         | Cantieri Sonori, Artist First                           | Cantieri Sonori                                             | Singolo                                           |
| 2020 | Italia | Marta Daddato                   | Bordello                            | Federico Granaldi, Marta Daddato, Pietro La Terza                                          | Cantieri Sonori, Universal Music Group, Polydor Records | Cantieri Sonori                                             | Singolo                                           |
| 2020 | Italia | Marta Daddato                   | Betty Boop                          | Marta Daddato, Pietro La Terza                                                             | Cantieri Sonori, Universal Music Group, Polydor Records | Cantieri Sonori                                             | Singolo                                           |
| 2020 | Italia | Jessica Morlacchi               | Il Mio Concetto di Tutto            | Marco Canigiula, Jessica Morlacchi                                                         | Cantieri Sonori                                         | Cantieri Sonori                                             | Singolo                                           |
| 2021 | Italia | Marta Daddato                   | Space Doll                          | Marta Daddato, Pietro La Terza                                                             | Cantieri Sonori, Universal Music Group, Polydor Records | Cantieri Sonori                                             | Singolo                                           |
| 2021 | Italia | Astol                           | Amante                              | Marco Canigiula, Pasquale Giannetti, Pier Giorgio Usai                                     | Hokuto Empire, Believe                                  | Hokuto Empire                                               | Singolo                                           |
| 2021 | Italia | Astol                           | Relazione                           | Marco Canigiula, Pasquale Giannetti, Pietro La Terza                                       | Hokuto Empire, Believe                                  | Hokuto Empire                                               | Singolo                                           |
| 2022 | Italia | Ton Carfi, Angelo Maugeri       | Inevitabile Amore (Inevitável Amor) | Marco Canigiula, Angelo Maugeri                                                            | Cantieri Sonori, Artist First                           | Cantieri Sonori                                             | Singolo                                           |
| 2022 | Italia | Alfa                            | Parigi                              | Andrea De Filippi, Luca Di Blasi, Luca Ghiazzi, Marco Canigiula, Serena Ventre             | Wanderlust Society, Artist First                        | Wanderlust Society, Thaurus, Cantieri Sonori                | Singolo                                           |
| 2022 | Italia | Astol                           | Deluso                              | Marco Canigiula, Pasquale Giannetti, Simone Borrelli                                       | Warner Music Italy, Hokuto Empire                       | Hokuto Empire                                               | Singolo                                           |